# Monturque
Monturque és una aldea de la província de Còrdova, Andalusia, Espanya. Limita al nord amb Montilla, al nord-oest amb Aguilar de la Frontera, a l'est amb Moriles, al sud amb Lucena i a l'oest amb Cabra.

## Etimologia
Una teoria defensa que el nom del municipi deriva dels vocables mons (‘mont’) i urk (o ruqa, ‘roca’), amb el significat de ‘Mont de Roca’ o ‘Mont de la Roca’. Aquesta teoria vindria avalada pel fet que el poble s'assenta sobre una gran roca calcària. Tanmateix existeix una altra teoria que afirma que el nom procedeix del conquistador amazic Tàriq ibn Ziyad i que significaria ‘Mont de Tàriq’, en un clar paral·lelisme amb el nom de Gibraltar, Jàbal Tàriq, ‘Mont de Táriq’.

## Demografia
| 1996  | 1998  | 1999  | 2000  | 2001  | 2002  | 2003  | 2004  | 2005  | 2006  |
| ----- | ----- | ----- | ----- | ----- | ----- | ----- | ----- | ----- | ----- |
| 1.937 | 1.935 | 1.938 | 1.962 | 1.981 | 1.966 | 1.943 | 1.995 | 2.007 | 2.001 |

## Llocs d'interès
- Cisternes romanes.
- Castell medieval amb torre de l'homenatge.
- Jaciment arqueològic.
- Església parroquial de Sant Mateu.
- Ermita del Sant Crist de la Vera Creu.

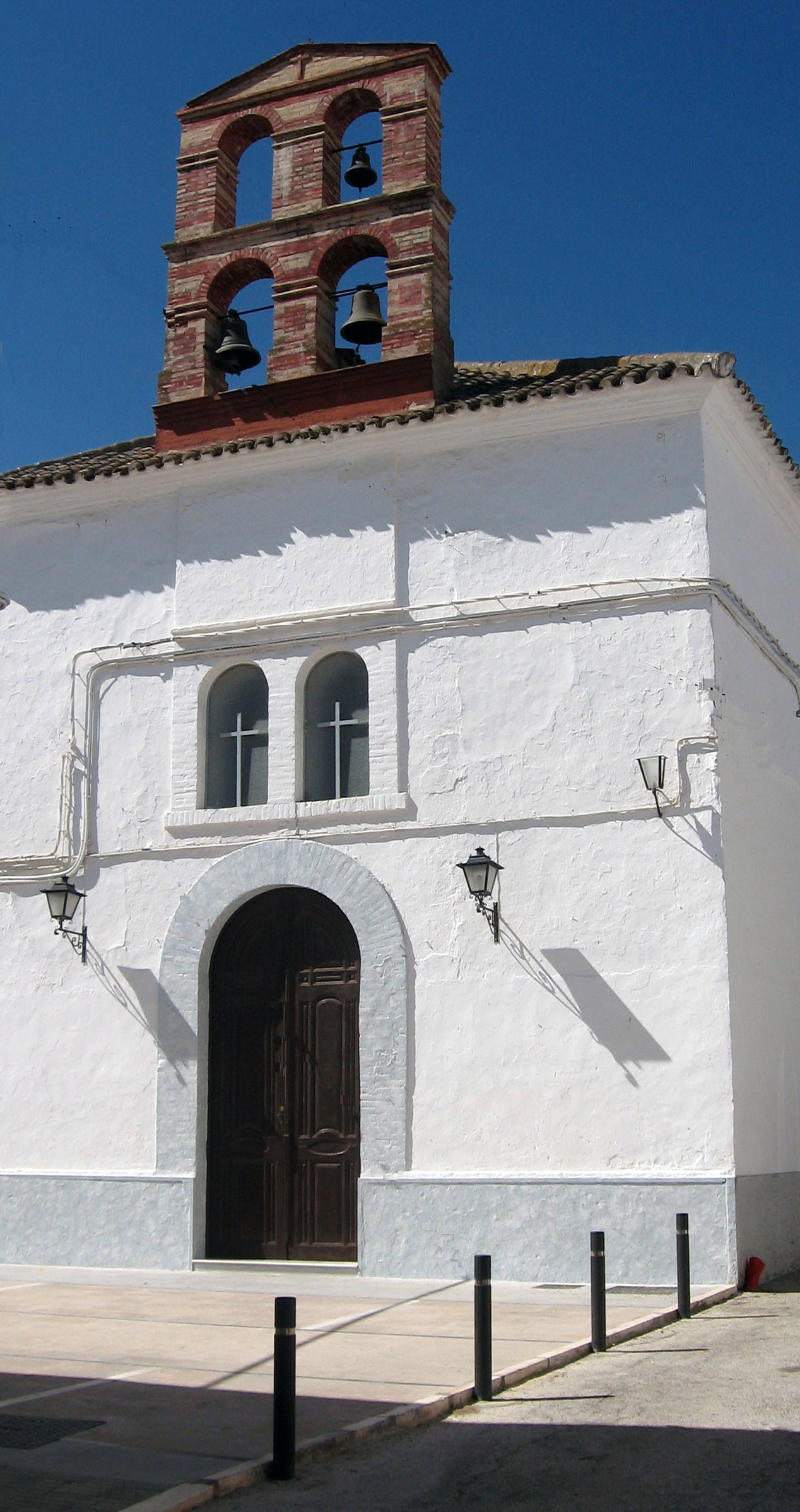
Ermita del Sant Crist de la Vera Creu a Monturque

- Museu Històric